# 160. rezervní divize (Wehrmacht)
160. rezervní divize (německy 160. Reserve-Division) byla pěší divize německé armády (Wehrmacht) za druhé světové války.

## Historie
Divize byla založena 7. listopadu 1943. 9. března 1944 byla 160. rezervní divize přejmenována na 160. pěší divizi.